# Pia Prosefhi
"Pia Prosefhi" (alfabeto grego: Ποια προσευχή, tradução portuguesa : "Qual oração?") foi a canção que representou a Grécia no Festival Eurovisão da Canção 1995 que teve lugar em Dublin, na Irlanda, em 13 de maio de 1995.
A referida canção foi interpretada em grego por  Elina Konstantopoulou (em alfabeto grego: Ελίνα Κωνσταντοπούλου). Foi a  vigésima-terceira e última canção a ser interpretada na noite do festival, a seguir à canção maltesa "Keep Me In Mind", interpretada por Mike Spiteri. Terminou a competição em décimo-segundo lugar, tendo recebido um total de 68 pontos. No ano seguinte, em 1996, a Grécia foi representada por Mariana Efstratiou que interpretou a canção "Emeis Forame to Himona Anixiatika".

## Autores
- Letrista: Antonis Pappas
- Compositor: Nikos Terzis
- Orquestrador: Haris Andreadis

## Letra
A canção é uma balada dramática, com Konstantopoulou perguntando como é que podia rezar pra se esquecer daqueles que a haviam pereguido a ela e ao seu país. A letra no seu início estão em Grego antigo, enquanto as restantes se encontram no atual grego.

## Versões
- versão estendida, em  grego [3:32]
- versão karaokê